# Ciacova
Ciacova (in ungherese Csák o Csákova, in tedesco Tschakova, in serbo Чаковo?, Čakovo) è una città della Romania di 5006 abitanti, ubicata nel distretto di Timiș, nella regione storica del Banato.
Fanno parte dell'area amministrativa anche le località di Cebza, Macedonia, Obad e Petroman.
Nel 2004 si sono staccate da Ciacova le località di Gad e Ghilad, andate a formare il comune di Ghilad.

## Amministrazione

### Gemellaggi
- Francia, Saint-Pardoux-la-Rivière
- Italia Masi Torello